# Sir Babygirl
Sir Babygirl   (Palo Alto, 1993), pseudònim de Kelsie Hogue, és un cantautor estatunidenc.

## Biografia
Va créixer a l'estat de Nou Hampshire i va freqüentar l'escena hardcore punk de la Universitat de Boston en les primeres actuacions sota aquest nom artístic. També hi va estudiar teatre.
Tira cap al pop, però té influències hardcore, del pop punk i igualment d'artistes pop de principi dels 2000 com ara Britney Spears i Christina Aguilera. Per la seva dissidència de gènere i sexual, vol fer música que conti experiències queers. «Sempre havia volgut fregar els límits i fer veure a la gent que les dones i persones de gèneres marginats en la indústria musical poden tenir sentit de l'humor i se les pot prendre seriosament», va contar al mitjà Rolling Stone.
El febrer del 2019, Father/Daughter Records va llançar el seu primer disc, Crush on Me. Havia començat a escriure'l i produir-lo a l'estudi ell mateix el 2016. La crítica de la revista Pitchfork va descriure'l com «probablement un dels àlbums més sobrers de l'any» i el va valorar amb un 6,8/10. El 8 de novembre del mateix 2019, Sir Babygirl va publicar Crush on Me: BICONIC Edition, una versió remasteritzada de l'àlbum original.
El 2022, la seva cançó Flirting with Her va ser triada com a part de la banda sonora de la sèrie LGBTI de Netflix Heartstopper per a una escena lèsbica.

## Vida personal
S'identifica com a bisexual i no-binari. Admet qualsevol pronom, però prefereix she i he.

## Discografia

### Àlbums
- Crush on Me (2019)

### Mixtapes
- Golden Bday: The Mixtape (2021)

### Cançons
- Heels (2019)
- Haunted House (2019)
- Flirting with Her (2019)
- Pink Lite (2019)
- Everyone Is a Bad Friend (2019)
- Cheerleader (2019)